# Mobilité universitaire en Asie-Pacifique
 (janvier 2022).
Si vous disposez d'ouvrages ou d'articles de référence ou si vous connaissez des sites web de qualité traitant du thème abordé ici, merci de compléter l'article en donnant les références utiles à sa vérifiabilité et en les liant à la section « Notes et références ».
La Mobilité universitaire en Asie-Pacifique (UMAP) est une association régionale volontaire de représentants gouvernementaux, non gouvernementaux et/ou universitaires du secteur de l'enseignement supérieur créée en 1993 pour renforcer la coopération et l'échange de personnes et d'expertise grâce à une mobilité accrue des étudiants et du personnel de l'enseignement supérieur. L'UMAP a été approuvée par la Coopération économique pour l'Asie-Pacifique et les pays membres mettent en œuvre des projets UMAP.

## Membres
L'adhésion est ouverte aux pays/territoires de la région Asie-Pacifique. Les membres peuvent être représentés par le gouvernement, le ministère ou le ministre de l'Éducation, une université individuelle ou une organisation faîtière universitaire. Cependant, les personnes physiques ne peuvent pas devenir membres.
Entre 2011 et 2015, l'emplacement du Secrétariat international a été transféré à l'Université catholique Fu Jen à Taïwan, puis à l'Université Toyo au Japon en 2016. Cependant, le Secrétariat national de l'UMAP de Taïwan est toujours à Fu Jen.

## Gouvernance et budget
L'autorité dirigeante est le conseil d'administration de l'UMAP. Le conseil d'administration est composé de représentants de chacun des membres effectifs de l'UMAP. Chacun des membres effectifs dispose d'un droit de vote, mais le secrétaire général du conseil d'administration ne peut pas voter.
Le budget annuel est préparé en dollars américains et les membres de l'UMAP doivent verser une contribution en fonction du budget. Les membres peuvent faire une contribution volontaire supplémentaire. Ces contributions peuvent prendre la forme de financement, d'installations ou de ressources.

## Système de transfert de crédits UMAP (UCTS)
L'UMAP a développé un système pilote de transfert de crédits UMAP (UCTS) pour faciliter une plus grande mobilité des étudiants dans la région en fournissant un cadre pour l'établissement d'accords de transfert de crédits. L'objectif de l'UCTS est d'assurer un transfert de crédits efficace pour les étudiants qui entreprennent un programme d'échange dans des universités des pays/territoires UMAP.

## Voir également
- Erasmus
- Erasmus Mundus
- Programme d'échange